# Zaniah
Zaniah eller Eta Virginis ( η Virginis, förkortat Eta Vir,  η Vir) som är stjärnans Bayerbeteckning, är en multipelstjärna belägen i västra delen av stjärnbilden Jungfrun. Den har en skenbar magnitud på +3,89 och är synlig för blotta ögat. Baserat på parallaxmätning inom Hipparcosuppdraget på ca 12 mas, beräknas den befinna sig på ett avstånd av 265 ljusår (81 parsek) från solen.

## Nomenklatur
Eta Virginis har det traditionella namnet Zaniah/z ə n aɪ . Ə/, härlett från det arabiska زاوية zāwiyah "hörnet", samma källa som Zavijava(Beta Virginis). År 2016 organiserade Internationella astronomiska unionen en arbetsgrupp för stjärnnamn (WGSN) med uppgift att katalogisera och standardisera riktiga namn för stjärnor. WGSN fastställde namnet Zaniah för denna stjärna den 12 september 2016 vilket nu är inskrivet i IAU:s Catalog of Star Names.
I stjärnkatalogen i kalendern Al Achsasi Al Mouakket benämndes denna stjärna Thanih al Aoua, som översattes till latin som Secunda Latratoris, vilket betyder "den andra inroparen". Zaniah, tillsammans med Beta Virginis (Zavijava), Gamma Virginis (Porrima), Delta Virginis (Auva) och Epsilon Virginis (Vindemiatrix), var Al'Awwā', "Inroparen".

## Egenskaper
Zaniah är en blå underjättestjärna av typ A och av spektralklass A2 V. Stjärnan har en massa som är 2,5 gånger större än solens och en radie som är 4,6 gånger solens radie. Den har en effektiv temperatur på 9  333 K. 
Även om Zaniah kan ses som en enstaka stjärna, har ockultationer med månen visat att den är ett trippelstjärnigt system bestående av två stjärnor separerade med bara 0,6 AE, med ett avstånd på 91 parsek och med en tredje, något mer avlägsen stjärna. Det inre paret är en spektroskopisk dubbelstjärna med en omloppsperiod på 72 dygn. Lutningen av denna bana bestämdes genom interferometerobservationer till 45,5°, vilket gjorde det möjligt att bestämma de individuella massorna av de två stjärnorna. Den primära stjärnan Eta Virginis Aa har en massa på ca 2,5 gånger solens massa, medan sekundären Eta Virginis Ab har 1,9 solmassor. Den svaga tertiära stjärnan, Eta Virginis B, kretsar kring den inre gruppen i en större omlopp med en period av 13,1 år. 
Eftersom Zaniah ligger nära ekliptikan kan den skymmas av månen och (mycket sällan) av planeter. Den 12 oktober 272 f.Kr. observerade den grekiske astronomen Timocharis en ockultation av stjärnan med Venus. Den senaste ockultationen av en planet ägde rum den 27 september 1843, även då av Venus.